# Liste der Straßen in Saalhausen (Freital)

Lage von Saalhausen in Freital

Die Liste der Straßen in Saalhausen enthält alle benannten Straßen des Stadtteils Saalhausen der Großen Kreisstadt Freital im Landkreis Sächsische Schweiz-Osterzgebirge.
In Saalhausen sind nur zwei Straßen benannt, die Dorfstraße als wichtigste Straße verbindet den Ort mit Zauckerode.

## Legende
Die nachfolgende Tabelle gibt eine Übersicht über die vorhandenen Straßen und Plätze im Stadtteil sowie einige dazugehörige Informationen. Im Einzelnen sind dies:
- Bild: Foto der Straße.
- Name/Lage: Aktuelle Bezeichnung der Straße oder des Platzes sowie unter ‚Lage‘ ein Koordinatenlink, über den die Straße oder der Platz auf verschiedenen Kartendiensten angezeigt werden kann. Die Geoposition gibt dabei ungefähr die Mitte der Straße an.
- Namensherkunft: Ursprung oder Bezug des Namens.
- Anmerkungen: Weitere Informationen bezüglich anliegender Institutionen, der Geschichte der Straße, historischer Bezeichnungen, Kulturdenkmalen usw.

## Straßenverzeichnis
| Bild   | Name/Lage                     | Namensherkunft                             | Anmerkungen |
| ------ | ----------------------------- | ------------------------------------------ | --- |
| Bilder | Dorfstraße (Karte)            |                                            | An der Dorfstraße befindet sich das unter Denkmalschutz stehende ehemalige Gebäude des Kreispflegeheims Freital-Saalhausen. |
|        | Krug-von-Nidda-Straße (Karte) | Krug von Nidda, hessisches Adelsgeschlecht | Die Straße wurde als Teil einer Eigenheimsiedlung angelegt und 2008 benannt.                                                |